# Ancistrus stigmaticus
Az Ancistrus stigmaticus a sugarasúszójú halak (Actinopterygii) osztályának harcsaalakúak (Siluriformes) rendjébe, ezen belül a tepsifejűharcsa-félék (Loricariidae) családjába tartozó faj.

## Előfordulása
Az Ancistrus stigmaticus Dél-Amerikában, a brazíliai Araguaia folyó felső szakaszán őshonos.

## Megjelenése
Ez a halfaj legfeljebb 15,2 centiméter hosszú.

## Életmódja
A trópusi édesvizeket kedveli, ahol a fenéken él.